# Scipione Borghese (1734-1782)
Pour les articles homonymes, voir Borghese et Scipione Borghese.
Scipione  Borghese, né le 1er avril 1734 à Rome, alors capitale des États pontificaux, et mort dans la même ville le 25 décembre 1782, est un cardinal italien du XVIIIe siècle.

## Biographie
Scipione Borghese exerce diverses fonctions au sein de la Curie romaine, notamment comme préfet de la Maison pontificale en 1766. 
Clément XIV le crée cardinal lors du consistoire du 10 septembre 1770. 
Le cardinal Borghese est légat apostolique à Ferrare en 1772. Il participe au conclave de 1774-1775, lors duquel Pie VI est élu pape et il est camerlingue du Sacré Collège en 1779.

## Succession apostolique
Scipione Borghese a ordonné les évêques suivants :
- Évêque Enrico Celaja (1772)
- Évêque Rocco Maria Barsanti, C.R.M. (1775)
- Évêque Giuseppe Maria Bressa (it), O.S.B. (1779)
- Évêque Giovanni Lotrecchi (1780)